# Josep Maria Tarridas i Barri
Josep Maria Tarridas i Barri (Sant Pol de Mar, Maresme, 19 de novembre de 1903 - Madrid, 6 de gener de 1992) fou un popular compositor amb una llarga i diversa trajectòria musical, enfocada a diferents camps populars com la sardana i els ballables. Va adquirir molta fama amb el seu pasdoble Islas Canarias.
Rebé la seva primera formació musical del mataroní (establert a Sant Pol) Francesc Casellas i Castellet. El 1922 va fundar la cobla Llevantina, de Calella, de la qual fou director durant dotze anys, actuant-hi de primer tenor i també de tible. També va ser el fundador de l'Orfeó La Barretina, de Malgrat de Mar.
Va fer continuades incursions en el camp dels ballables (Islas Baleares, el vals per a orquestra de festa major amb tenora Nits d'Andorra, etc.); al cinema amb peces com Mi barco velero o A la luz de la luna; al camp simfònic per a orquestra i per a banda, etc. Però mai va deixar la sardana, en va compondre més d'un centenar, malgrat la circumstància d'haver viscut molt temps fora de Catalunya, concretament a Madrid, des d'on feia i enviava les seves composicions.
També va escriure obres lliures per a cobla: els poemes per a dues cobles Excursió a muntanya (1949) i Tardor i primavera.